# Гаетан Дюга
Гаетан Дюга (фр. Gaëtan Dugas) (нар. 20 лютого 1953, Квебек — пом. 30 березня 1984, Квебек) — франко-канадський стюард авіакомпанії «Air Canada», гомосексуал; помилково відомий як «нульовий пацієнт» (англ. «Patient Zero») та «піонер» у розповсюдженні ВІЛ по території Північної Америки.

## Біографія
Гаетан Дюга народився 20 лютого 1953. У 1972 став сексуально активним (за його власними словами, він мав більш ніж 2500 сексуальних контактів протягом всього свого життя), у 1977 одружився в Лос-Анджелесі, при цьому нелегально отримавши громадянство США. В цей час Дюга почав працювати як обслуговчий персонал в авіакомпанії «Air Canada», це дало йому можливість подорожувати по всьому світу та, як наслідок, здійснювати статеві контакти з різними сумнівними чоловіками. Крім цього разом з іншими представниками американської гей-спільноти він відвідував спеціальні лазні для гомосексуалів. В середині 1980-х отримав статус «нульового пацієнта» по ВІЛ/СНІДу. Співпрацював з Центром по контролю захворювань (Centers for Disease Control) в Атланті, детально розповідаючи про своє статеве життя та початок захворювання.

## Захворювання та смерть
На початку 1980-х невідома хвороба почала вражати гомосексуалів, особливо іноземців та відвідувачів гей-лазень. Незадовго до смерті у хворих спостерігалися пневмонія та респіраторні захворювання, а також значна втрата ваги та жахливі враження шкіри на обличчі, шиї, грудній клітці та інших частинах тіла. У гей-спільноті це захворювання отримало назву «гей-рак», пізніше її було замінено на «імунодефіцит, пов'язаний із гомосексуальністю» (англ. «gay-related immune deficiency»). Гаетан Дюга, можливо, заразився ВІЛ саме під час свого першого відвідування лазні для гомосексуалів у Нью-Йорку в Хеллоуїн (липень 1980). Є також версії, згідно з якими Дюга заразився ВІЛ або на території Африки, або під час контактів з африканськими гомосексуалами, що мешкали в Європі. Чоловік підозрював, що є хворим, однак при цьому продовжував нерозбірливо здійснювати статеві контакти з іншими чоловіками. «Перевагою» Дюга в даному випадку була можливість швидко пересуватися на великі відстані: він все ще продовжував працювати стюардом у канадській авіакомпанії. Один з партнерів Дюга виявив на його грудній клітці ураження — саркому Капоші: вона вже в ті часи вважалася однією з ознак «гей-раку». Після того, як було виокремлено ВІЛ та вперше описано СНІД, Дюга отримав статус «нульового пацієнта» (як варіант — «пацієнт Ω („омега“)» або «пацієнт О») по ВІЛ/СНІДу. Однак це позначення не відповідає дійсності. У медичних актах канадійця Дюга американські лікарі позначили як «Patient O.» (Outside of California), тобто сторонній пацієнт з-поза меж Каліфорнії. Позначка О. згодом була некоректно потлумачена як цифра нуль (0). Крім саркоми Капоші, у Дюга розвинулася також ниркова недостатність, яка й стала причиною його смерті. Гаетан Дюга помер у Квебеку 30 березня 1984.
У 1987 вийшла книга «And the Band Played On» журналіста Ренді Шайлтса (Randy Shilts), у якій автор стверджує, що начебто ідентифікував «нульового пацієнта» — носія ВІЛ Гаетана Дюга, який де-факто приніс хворобу до Північної Америки.
Насправді ж твердження, що Дюга є початковим носієм ВІЛ, виявилося неправильним. Подальші дослідження показали, що він не був єдиним, хто винен у проникненні вірусу імунодефіциту до гей-лазень Сан-Франциско та Лос-Анджелесу, звідки він і поширився по Північній Америці.

## Відповідальність
На початку та в середині 1980-х ще не існувало законів, які передбачали б кримінальну відповідальність за умисне розповсюдження важких інфекційних захворювань. Гаетан Дюга не розкаювався у своїх вчинках. Спочатку чоловік навіть заперечував той факт, що він розповсюджував ВІЛ шляхом здійснення незахищених статевих контактів. Він відчував неприродну байдужість до своїх сексуальних партнерів та стверджував, що самозахист має бути їхнім обов'язком.
З середини 1980-х, після цих випадків почали здійснюватися зміни у карному законодавстві, які передбачали кримінальну відповідальність за навмисне поширення ВІЛ/СНІДу серед населення.

## Популярна культура
Образ Гаетана Дюга як центральний з'являється у музичному фільмі Джона Ґрейсона «Zero Patience», який вийшов у 1993.